# 4221 Picasso
4221 Picasso eller 1988 EJ är en asteroid i huvudbältet som upptäcktes den 13 mars 1988 av den amerikanske astronomen Jeff T. Alu vid Palomar-observatoriet. Den är uppkallad efter den spanske konstnären Pablo Picasso.
Asteroiden har en diameter på ungefär 10 kilometer.